# Gustaf Weijnarth
Gustaf Weijnarth   (Eskilstuna, 24 d'abril de 1902 - Örebro, 22 d'abril de 1990) va ser un atleta suec que va competir durant la dècada de 1920.
El 1924 va prendre part en els Jocs Olímpics de París, on disputà dues proves del programa d'atletisme. Guanyà la medalla de plata en la prova dels 4x400 m relleus, formant equip amb Artur Svensson, Erik Byléhn i Nils Engdahl. En els 400 metres quedà eliminat en sèries.
En el seu palmarès també destaca el campionat nacional dels 400 metres el 1921.

## Millors marques
- 100 metres llisos. 11.0" (1922)
- 400 metres llisos. 49.8" (1921)[1]